# Jürgen Damm
Jürgen Damm Rascon (Tuxpan, 7 november 1992) is een Mexicaans voetballer die doorgaans als vleugelspeler speelt. Hij verruilde CF Pachuca in juni 2015 voor Tigres UANL. Damm debuteerde in 2015 in het Mexicaans voetbalelftal .

## Clubcarrière
Damm speelde in de jeugd bij CD Guadalajara, Atlas Guadalajara en Estudiantes Tecos. Op 25 maart 2012 debuteerde hij voor Estudiantes Tecos in de Mexicaanse Primera División, tegen CF Monterrey. Tijdens het seizoen 2013/14 speelde hij op huurbasis voor CF Pachuca.

## Interlandcarrière
Damm beschikt naast de Mexicaanse nationaliteit ook over een Duits paspoort, waardoor hij zowel voor Mexico als voor Duitsland had mogen uitkomen. Hij maakte op 28 maart 2015 zijn debuut in het Mexicaans voetbalelftal, in een oefeninterland tegen Ecuador (1–0 winst). Bondscoach Miguel Herrera nam Damm in mei 2015 op in de selectie voor de Copa América 2015. Hij kwam op het Zuid-Amerikaanse toernooi niet in actie. Damn maakte op 17 november 2015  zijn eerste interlanddoelpunt, tijdens zijn tweede interland voor Mexico. Dit was een kwalificatiewedstrijd voor het wereldkampioenschap voetbal 2018 tegen Honduras (0–2 overwinning).
1 Guzmán ·
2 Jiménez ·
3 Juninho  ·
4 Ayala ·
5 Carioca ·
6 Torres Nilo ·
8 Zelarayán ·
9 Vargas ·
10 Gignac ·
13 Valencia ·
14 Estrada ·
15 Kolodziejczak ·
16 R. Torres ·
17 J.F. Torres ·
18 Sosa ·
19 Vásquez ·
20 Aquino ·
21 Meza ·
23 Díaz ·
24 Cruz ·
25 Damm ·
26 Celaya ·
27 Acosta ·
28 Rodríguez ·
29 Dueñas ·
30 Ortega ·
31 Martínez ·
32 Ibarra ·
33 Quintanilla ·
35 Durán ·
36 Fernández ·
Coach: Ferretti